# Selva de Valdivia

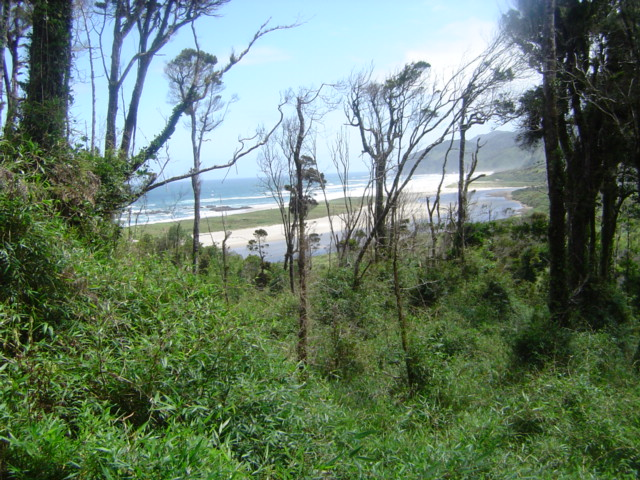
Selva de Valdivia a l'oest de l'illa Chiloé

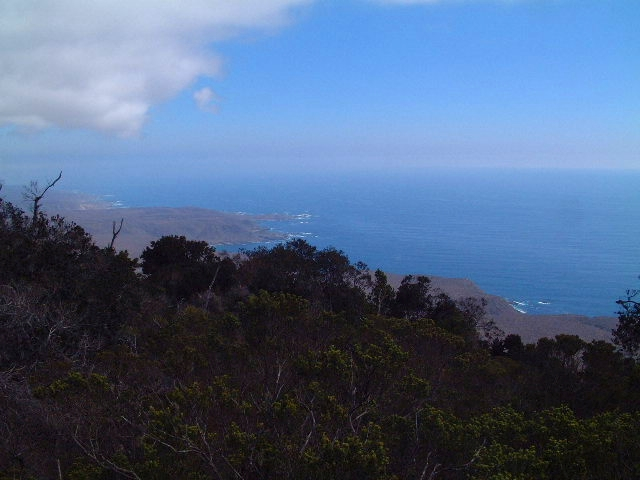
Vista des del Parc Nacional del Bosc de Fray Jorge

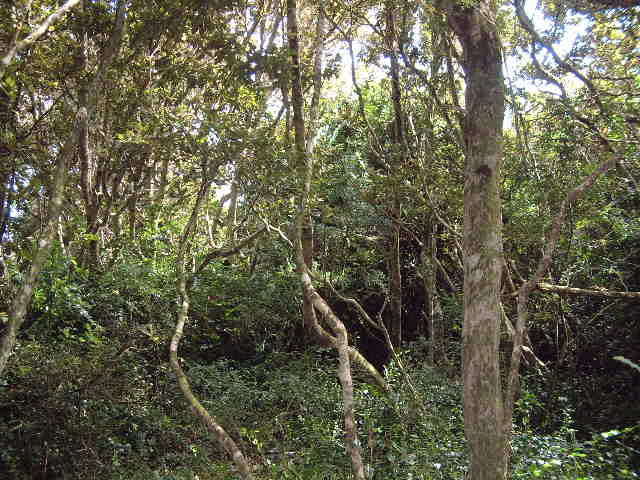
Bosc de Olivillo al Bosc de fray Jorge

La Selva de Valdivia o Boscos plujosos temperats de Valdivia és una ecoregió terrestre de boscos temperats de fulla ampla i boscos mixtos que es troba a la costa oest del Con Sud de Sud-amèrica, principalment a Xile tot i que hi ha una petita zona que pertany a l'Argentina. Aquest boscos reben el nom de la ciutat xilena de Valdivia.
La selva de Valdivia forma una franja relativament estreta entre l'oceà Pacífic, a l'oest, i els Andes del sud, a l'est, situada aproximadament entre els 37° i els 48° de latitud sud. Abasta uns 240.000 km². Al nord dels 42° de latitud hi ha la serralada litoral xilena, mentre que al sud dels 42° apareix un notable conjunt d'illes. Més al sud de la regió hi ha nombrosos fiords.
Al nord limita amb la regió mediterrània xilena de boscos, arbredes i matolls. Al sud hi ha l'ecoregió dels boscos subpolars magallànics. A la selva de Valdivia hi ha molts endemismes producte de l'aillament que proporcionen el desert d'Atacama i els Andes.

## Clima
La serralada dels Andes intercepta els vents de l'oest que aporten altes precipitacions al costat de sobrevent. El corrent de Humboldt, fred, crea condicions de boira i humitat prop de la costa. Els arbres viuen fins a 2.400 m d'altitud al nord de l'ecoregió i a partir dels 1.000 al sud. La temperatura mitjana a l'estiu és de 16 °C i a l'hivern de 7 °C.

## Flora
Els boscos de Valdivia i Magallànics són els únics boscos plujosos temperats de Sud-amèrica. Són un refugi per a la flora antàrtica i comparteix moltes famílies botàniques amb els boscos temperats de Nova Zelanda, Tasmània i Austràlia. En aquestes latituds, la meitat de les espècies de plantes llenyoses són endèmiques d'aquesta ecoregió.
Chusquea quila i Chusquea coleou són espècies de bambú que creixen en zones humides per sobre i per sota dels 500 m. Unes altres espècies notables són la nalca o ribarbre xilè (Gunnera tinctoria) i les falgueres Lophosoria quadripinnata i Blechnum chilense. La flor nacional de Xile és el copihue (Lapageria rosea) una espècie pionera que creix a la selva plujosa de Valdivia.

## Ecosistemes forestals
Hi ha quatre tipus principals d'ecosistemes forestals en aquesta ecoregió. Al nord hi ha boscos caducifolis dominats pel rauli (Nothofagus alpina) i roble (N. obliqua); aquesta zona és de transició cap als boscos mediterranis del nord.
El segon tipus és una mena de laurisilva amb arbres de fulla ampla com Laureliopsis philippiana, Aextoxicon punctatum, Eucryphia cordifolia, Caldcluvia paniculata, i Weinmannia trichosperma, amb un sotabosc de Myrceugenia planipes, el arrayán (Luma apiculata) i altres plantes.
El tercer ecosistema forestal és el patagó dels Andes, que es troba en llocs de més altitud i dominat per coníferes de fulla persistent com Araucaria araucana i Fitzroya cupressoides; aquest darrer sembla una sequoia gegant i és de gran longevitat amb anells que mostren 3.625 anys. Prop del límit arbori apareixen els Nothofagus.
El quart tipus es troba al sud amb espècies de fulla ampla i persistent com Nothofagus dombeyi i Drimys winteri i les coníferes Podocarpaceae, incloent-hi Podocarpus nubigenus.

## Fauna
Alguns animals amenaçats són el monito del monte (Dromiciops gliroides), un marsupial, el pudú (Pudu pudu) el cérvol més petit del món, i el gat kodkod, el felí més petit de Sud-amèrica. Des de principi del segle XX hi ha senglars que no són originaris de la selva de Valdivia. Són comuns els colibrís per la presència de plantes com el maqui (Aristotelia chilensis) i el copihue.

## Conservació

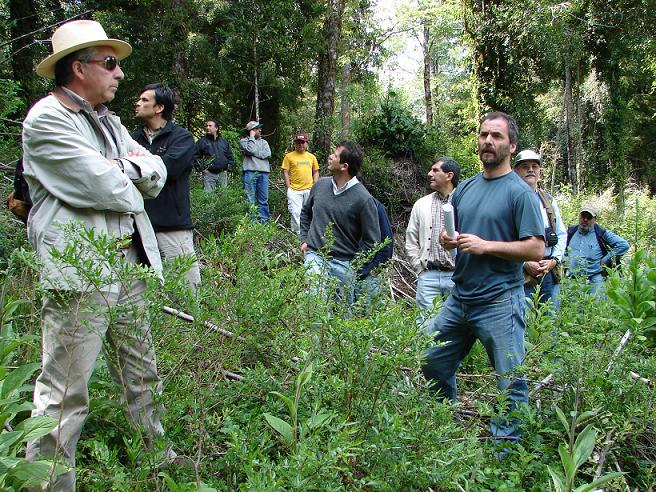
Professors i estudiants universitaris a la Selva de valdivia de San Pablo de Tregua, Xile

Arbres com els de les espècies de Nothofagus i Fitzroya estan amenaçats per l'explotació forestal i les plantacions d'espècies de creixement ràpid com els pins i els eucaliptus. La selva de Valdivia s'ha reduït a la meitat de la seva extensió original. Hi ha l'amenaça de construir centrals hidroelèctriques als rius Baker i Pascua.